# فيليبي إيرني
فيليبي إيرني (بالألمانية: Philippe Erne) (مواليد 14 ديسمبر 1986) هو لاعب كرة قدم دولي من ليختنشتاين وهو يلعب كمهاجم. يلعب إيرني لصالح نادي فادوز، وقد لعب في السابق ليو إس في إيسشن/ماورن ونادي خور 97.

## أهداف دولية
| #  | موعد         | المكان                              | الخصم    | النتيجة | الحصيلة | المسابقة                                   |
| -- | ------------ | ----------------------------------- | -------- | ------- | ------- | ------------------------------------------ |
| 1. | 3 يونيو 2011 | ملعب الراين بارك، فادوز، ليختنشتاين | ليتوانيا | 1-0     | 2-0     | تصفيات كأس الأمم الأوروبية لكرة القدم 2012 |

## وصلات خارجية
- فيليبي إيرني على موقع الاتحاد الأوربي (الإنجليزية)
- فيليبي إيرني على موقع قاعدة بيانات كرة القدم.إي يو (الإنجليزية)
- فيليبي إيرني على موقع ناشيونال فوتبول تيمز (الإنجليزية)
- فيليبي إيرني على موقع عالم كرة القدم.نت (الإنجليزية)
- فيليبي إيرني على موقع كووورة